# Campeonato Femenino de la Concacaf de 1993
El Campeonato Femenino de la Concacaf de 1993 fue la Segunda Edición official donde la concacaf organizó un torneo entre selecciones femeniles. El torneo tuvo sede en Estados Unidos, este torneo después se convertiría en la Copa de Oro Femenina de la Concacaf, que también es el torneo de eliminación para la Copa Mundial Femenina de Fútbol.

## Sedes
| ?            |
| ------------ |
| ?            |
| Capacidad: ? |
| ?            |

## Participantes
Participaron tres selecciones nacionales de fútbol afiliadas a la Concacaf, y una invitada:
| Equipos participantes | Equipos participantes | Equipos participantes | Equipos participantes | Equipos participantes |
| --------------------- | --------------------- | --------------------- | --------------------- | --------------------- |
| Estados Unidos        | Canadá                | Trinidad y Tobago     | Nueva Zelanda         |                       |

## Resultados
Los horarios corresponden a la hora de Estados Unidos (UTC-?)

### Grupo
| Equipo            | Pts | PJ | PG | PE | PP | GF | GC |
| ----------------- | --- | -- | -- | -- | -- | -- | -- |
| Estados Unidos    | 9   | 3  | 3  | 0  | 0  | 13 | 0  |
| Nueva Zelanda     | 4   | 3  | 1  | 1  | 1  | 7  | 3  |
| Canadá            | 4   | 3  | 1  | 1  | 1  | 4  | 1  |
| Trinidad y Tobago | 0   | 3  | 0  | 0  | 3  | 0  | 20 |